# Doellingeria infirma
Doellingeria infirma là một loài thực vật có hoa trong họ Cúc. Loài này được (Michx.) Greene mô tả khoa học đầu tiên năm 1896.